# Mbunjei
Mbunjei est un village du Cameroun situé dans l’arrondissement de Batibo, dans le département de Momo et dans la Région du Nord-Ouest.

## Géographie

### Localisation
Mbunjei se trouve à environ 30 km de distance de Bamenda, le chef-lieu de la Région du Nord-Ouest et à environ 284 km de distance de Yaoundé, la capitale du Cameroun. L’aéroport de Bamenda se situe à environ 32 km de distance de Mbunjei, au Nord-Est.

### Climat
Mbunjei possède un climat de savane avec hiver sec. La température moyenne annuelle est de 26,1 °C et les précipitations moyennes annuelles sont de 1 534,4 mm.

## Population
Lors du recensement de 2005, on a dénombré 1 411 habitants à Mbunjei, dont 673 hommes et 738 femmes.